# Università Ștefan cel Mare di Suceava
L'Università Stefan cel Mare è l'unica istituzione di istruzione superiore nella città di Suceava in Romania. Si trova su Strada Universității nr. 13, nel quartiere di Areni. È stata nominata in onore del principe moldavo Ștefan III cel Mare.

## Storia
L'Università di Suceava è stata fondata nel 1990, sulla base della decisione del governo rumeno n. 225 del 7 marzo 1990.
L'istituzione nasce nell'ex Istituto Pedagogico della durata di 3 anni, istituito nel 1963. Nel 1976 è stato trasformato nell'Istituto di istruzione superiore, con un doppio profilo: universitario e tecnico. Tra il 1984 e il 1990 ha operato come Istituto di subordinazione, subordinato all'Istituto Politecnico "Gheorghe Asachi" di Iasi.
L'Università di Suceava continua le tradizioni culturali e di istruzione superiore della Bucovina, rappresentate dalle scuole nel nord della Moldavia, dall'Accademia Putna, dall'Istituto Teologico, dall'Università di Chernivtsi e dalla Facoltà di Scienze Forestali di Câmpulung Moldovenesc. Ci sono attualmente 9 facoltà all'interno dell'università, che hanno più di 9.400 studenti, di cui oltre 4.000 sono esentasse. L'istituzione aderisce ai principi formulati nella Grande Carta delle università europee.

## Facoltà
- Facoltà di Diritto e scienze amministrative
- Facoltà di Educazione fisica e sport
- Facoltà di Ingegneria alimentare
- Facoltà di Ingegneria elettrica e Informatica
- Facoltà di Ingegneria Meccanica, Meccatronica e Management
- Facoltà di Storia e Geografia
- Facoltà di Lettere e scienze della comunicazione
- Facoltà di Silvicoltura
- Facoltà di Scienze della formazione
- Facoltà di Scienze economiche e Pubblica amministrazione
- Facoltà di Medicina e Scienze Biologiche